# آلفا، کوئینزلند
آلفا (به انگلیسی: Alpha) یک شهرک در استرالیا است که در کوئینزلند واقع شده‌است.